# باربان
باربان (به لاتین: Barban) یک منطقهٔ مسکونی در کرواسی است که در شهرستان ایستریا واقع شده‌است. باربان ۱۰۰ کیلومتر مربع مساحت و ۲٬۷۲۱ نفر جمعیت دارد و ۲۲۹ متر بالاتر از سطح دریا واقع شده‌است.

## خواهرخوانده
شهر سینی، کرواسی خواهرخواندهٔ باربان هست.